# Simplikij
Simplikij [simplíkij] (tudi Simplicij; starogrško Σιμπλίκιος: Simplíkios), starogrški filozof in matematik, * okoli 490, Kilikija, Rimsko cesarstvo (sedaj Çukurova, Turčija), † okoli 560.
Simplikij je bil učenec Amonija Hermija in Damaskija, ter eden zadnjih predstavnikov atenske šole novoplatonizma. Bil je eden od poganskih filozofov, ki jih je preganjal vzhodnorimski cesar Justinijan I. v zgodnjem 6. stoletju. Nekaj časa je bil prisiljen živeti na perzijskem dvoru, nato pa se je lahko vrnil v imperij. Veliko je pisal o Aristotelovih delih. Čeprav so njegova dela tolmači Aristotela in drugih avtorjev, ga njegovo bistro in ogromno znanje uvršča med zadnje velike filozofe poganskega starega veka. Njegova dela vsebujejo veliko podatkov o zgodnejših filozofih, ki bi se sicer izgubili.
1. ↑  https://plato.stanford.edu/archives/sum2020/entries/simplicius/
2. ↑  Post-Reformation Digital Library
3. ↑  MacTutor History of Mathematics archive — 1994.